# Tournée Québec Cinéma
La Tournée Québec Cinéma est un festival de cinéma annuel itinérant, organisé par Québec Cinéma pour promouvoir et distribuer des films québécois de langue française dans des villes du Canada où ces films ne seraient normalement pas distribués en salle.
Dans certaines villes, l'événement est organisé en tant que festival autonome, tandis que dans d'autres, l'organisation s'associe à un festival de cinéma francophone local ou international établi pour présenter une sélection de films québécois dans le cadre de la programmation de l'autre festival. Des événements autonomes sont actuellement organisés à Kelowna, Nelson, Vancouver et Victoria, en Colombie-Britannique ; Caraquet et Moncton, au Nouveau-Brunswick ; Saint-Jean, Terre-Neuve-et-Labrador ; Argyle, Pointe-de-l'Église, Greenwood et Halifax, Nouvelle-Écosse ; Iqaluit, Nunavut ; et Charlottetown, North Rustico, Souris et Summerside, Île-du-Prince-Édouard, tandis que des partenariats sont en place avec Cinéfranco à Toronto, le Festival Objectif Cinéma à Ottawa, Cinémental à Winnipeg, et l'Available Light Film Festival (en) à Whitehorse.
L'événement est considéré comme un festival de qualification pour les prix Écrans canadiens.